# Vratsa

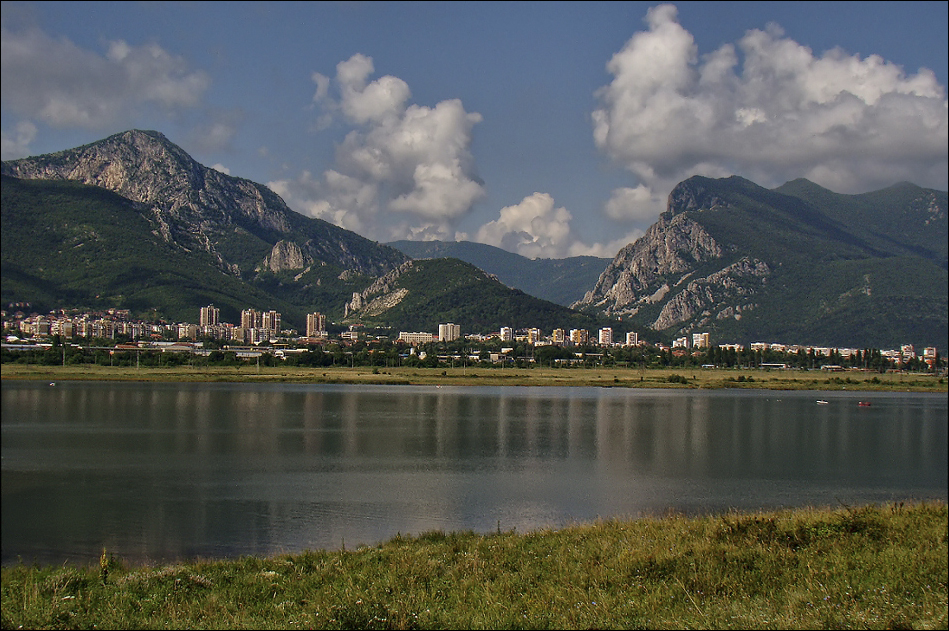
Vratsa.

Vratsa (bulgariska: Враца) i kommunen Obsjtina Vratsa är huvudstad i den bulgariska oblasten Vratsa i nordvästra Bulgarien.
Staden grundades av trakerna sannolikt under 400-talet f.Kr. Området erövrades under 300-talet f.Kr. av Filip II av Makedonien och införlivades med det makedonska riket.
När det Romerska riket utvidgades kom Trakien att bli en provins i riket och vid romerska rikets sönderfall blev det en del av det östromerska riket och är idag i huvudsak delar av Bulgarien och Serbien.